# دلانو (مینه‌سوتا)
دلنو، مینه‌سوتا (به انگلیسی: Delano, Minnesota) یک شهر در ایالات متحده آمریکا است که در مینه‌سوتا واقع شده‌است.

## خصوصیات
دلنو ۱۰٫۴۹ کیلومترمربع مساحت و ۵٬۴۶۴ نفر جمعیت دارد و ۲۸۱ متر بالاتر از سطح دریا واقع شده‌است.